# Alfred Wilken
Alfred Wilken (16. januar 1894 i Århus – 30. november 1982 på Frederiksberg) var en dansk skuespiller.
Alfred Wilken var søn af skuespiller Charles Wilken. Han var elev på Det Ny Teater fra 1915 til 1917 og var senere tilknyttet Odense Teater 1918-1919 og Folketeatret 1922-1928. Senere var han tilknyttet Aarhus Teater et par år. Han blev i 1940 leder af Dansk Skolescene og scenens biograf, Amager Bio. Her var han frem til 1960.
Fra 1931 var han gift med skuespillerinden Eli Fahnøe.
Han er begravet på Søndermark Kirkegård på Frederiksberg.

## Filmografi
- Sørensen og Rasmussen (1940)
- Gå med mig hjem (1941)
- Elly Petersen (1944)
- Kampen mod uretten (1949)
- Den store gavtyv (1956)
- Verdens rigeste pige (1958)
- Vagabonderne på Bakkegården (1958)
- Krudt og klunker (1958)
- Frihedens pris (1960)
- Reptilicus (1961)